# Platymantis solomonis
Platymantis solomonis és una espècie de granota que viu a Papua Nova Guinea i Salomó.